# Львовская городская община
Львовская городская общи́на (укр. Львівська міська громада) — территориальная община во Львовском районе Львовской области Украины.
Административный центр — город Львов.
Население составляет 783 065 человек. Площадь — 315,6 км².

## Населённые пункты
В состав общины входят 20 населённых пунктов, в том числе:
- 3 города:
  - Винники,
  - Дубляны,
  - Львов,
- 2 посёлка:
  - Брюховичи,
  - Рудно
- 15 сёл:
  - Великие Грибовичи
  - Воля-Гомулецкая
  - Гряда
  - Завадов
  - Зарудцы
  - Зашков
  - Збиранка
  - Лисиничи
  - Малехов
  - Малые Грибовичи
  - Малые Подлески
  - Подборцы
  - Подрясное
  - Рясное-Русское
  - Сытыхов

До формирования городской общины, Львовскому горсовету подчинялись только 1 город (Винники) и 2 пгт (Брюховичи и Рудно).

## Львовский городской совет
Органом местного самоуправления Львовской общины является Львовский городской совет, который состоит из 64 депутатов и головы.
В здании живёт кот Левчик, являющийся кошачьим мэром Львова.
По результатам местных выборов 2020 года депутатами горсовета стали:
| Субъект выдвижения       | Количество избранных депутатов | %    |
| ------------------------ | ------------------------------ | ---- |
| Европейская солидарность | 26                             | 40,6 |
| Самопомощь               | 17                             | 26,6 |
| Голос                    | 8                              | 12,6 |
| ВАРТА                    | 7                              | 10,9 |
| Свобода                  | 6                              | 9,3  |